# 长春新碱
长春新碱（Vincristine），商品名「維克思丁」、「安可平」（Oncovin），又名长春花新碱、新长春碱，医学上简称VCR，是一种由夹竹桃科长春花属植物长春花中萃取的一种生物碱。它是一种有丝分裂抑制剂，被广泛用于化学疗法，用以治療多種癌症，包括急性淋巴性白血病、急性骨髓性白血病、霍奇金氏淋巴瘤、神經母細胞瘤以及小細胞肺癌等。本品通过静脉注射给药。
許多人使用長春新鹼後會發生副作用，通常是在感知上發生變化、落髮、便秘、步行障礙以及頭痛。嚴重的副作用包含神經性疼痛、間質性肺病或白血球低下。妊娠期間用藥可能會對腹中胎兒造成傷害。本品會抑制細胞的有絲分裂，藉以使癌細胞失去分裂活性。
長春新鹼於 1961 年首次被純化出來，本品列名於世界衛生組織基本藥物標準清單 ，是基層衛生系統中最重要的藥物之一。在開發中國家，每劑批發價大約在 1.80 到 42.60 美元之譜。本品屬於長春花生物鹼，提煉自馬達加斯加的長春花（Catharanthus roseus）中。

## 机理
细胞中的微管由一种叫微管蛋白的结构蛋白聚合而成。细胞骨架和纺锤体等多种细胞结构均由微管构成。而长春新碱能够附着在微管蛋白二聚体上，从而阻止了微管结构的合成。对微管的干扰能够抑制细胞分裂中期的有丝分裂，因此长春花属的生物碱能够有效影响各种高速分裂细胞的生长，其中包括了癌细胞，但也包括了肠道上皮组织细胞和骨髓细胞。

## 用途
患者使用长春新碱一般来说是在多种联合化疗中通过静脉注射给药。长春新碱主要用于联合化疗CHOP（環磷酰胺、阿黴素、长春新碱、強的松）以治疗非霍奇金氏淋巴瘤；联合化疗MOPP、COPP、BEACOPP，或较少使用的Stanford V治疗霍奇金氏淋巴瘤；以及治疗急性淋巴性白血病和肾母细胞瘤。它还与地塞米松及左旋门冬酰胺酶一同用于晚期癌症的缓解。有时候长春新碱也被用作免疫抑制剂，例如治疗血栓性血小板减少性紫癜或特发性血小板减少性紫癜。它与泼尼松一起用于儿童白血病。

## 副作用
长春新碱的主要副作用有周围神经病、低钠血症、便秘和脱发。
周围神经病有时可达到很严重的程度，所以当这种副作用发生或有可能发生时，必须避免、减少或停止使用长春新碱。其中最先出现的症状之一是足下垂，故有足下垂或进行性神经性腓骨肌萎缩症家族史的病人在使用长春新碱之前最好先进行基因测试。
意外对病人进行长春花属的生物碱的鞘内注射十分危险（死亡率接近100%）。根据多份医学报告，受害者會因脑受损和脱髓鞘病而逐渐瘫痪，同时伴随着极度的疼痛，最终几乎以完全同样的方式死亡；少数生存下来的病人都遭受着不可治疗的严重神经损害。抢救方式为对腦脊液的冲洗和給予保护类药物。在2007年发生的一起严重药品事故中，上海华联制药厂的甲氨蝶呤和盐酸阿糖胞苷（这两种药物均为鞘内注射）在生产操作时受到了硫酸长春新碱尾液的污染，导致大量使用该批次药品的白血病患者瘫痪。这些瘫痪的患者从08年开始一直在起诉药厂，索赔金额超过1,000万。

## 歷史
数个世纪以来长春新碱一直被當作草药。1950年代的研究发现了长春花含有70种生物碱，其中许多具有生物活性。虽然一开始用长春新碱治疗糖尿病的研究结果令人失望，科学家们却发现了它能引起骨髓抑制，于是开始了对其治疗小鼠白血病的研究——患病实验小鼠的寿命在使用长春花新碱被延长了。J.G.阿姆斯特朗博士与他的小组发现长春新碱之后，采用Skelly-B脱脂剂与一种酸性苯萃取物处理长春花植株，得到一种“馏分A”。这种馏分经过三氧化二铝、氯仿和苯-二氯甲烷混合物处理，色谱法和pH调节分离后，得到纯药品。
长春新碱在1963年被美国食品药品监督管理局（FDA）批准以安可平（Oncovin）为商品名销售。自此经销商一直是礼来公司。